# Margelliantha clavata
Margelliantha clavata är en orkidéart som beskrevs av Phillip James Cribb. Margelliantha clavata ingår i släktet Margelliantha och familjen orkidéer. Inga underarter finns listade i Catalogue of Life.